# Samir Labidi
Samir Labidi (arabisch سمير العبيدي, DMG Samīr al-ʿAbīdī; * 8. Januar 1962 in Gafsa, Tunesien) ist ein tunesischer Politiker und Diplomat.

## Leben
Er war während seines Studiums Generalsekretär der Union Générale des Etudiants de Tunisie. Er hat einen Abschluss in internationalem Recht von der Rechts- und Politikwissenschaftlichen Fakultät Tunesiens. Er studierte später an der Haager Akademie für Völkerrecht.
Zwischen 1999 und 2004 gehörte er zu den nationalen Wahlbeobachtern Tunesiens. Er leitete seit 2000 die Kommission für auswärtige Beziehungen und internationale Kooperation des Wirtschafts- und Sozialrates Tunesiens und von 1996 bis 2000 die Kommission für Bildung, Kultur und Jugend  des Wirtschafts- und Sozialrates. Ebenso leitete er mehrere Delegationen Tunesiens zu verschiedenen Konferenzen.
2005 wurde er zum Ständigen Vertreter Tunesiens bei den Vereinten Nationen in Genf, bei der UNCD und bei der Welthandelsorganisation ernannt. Im Jahr 2006 war er der Vorsitzende der Botschafter der Arabischen Liga und 2007 der Vorsitzende der afrikanischen Botschafter bei der Internationalen Organisation für Migration. Im Jahr 2008 wurde er zum Vorsitzenden der UNCD ernannt. Er leitete die Verhandlungen zu einem Abkommen über Oliven im Rahmen des International Olive Council.
2008 wurde er tunesischer Minister für Jugend und Sport, später dann Kommunikationsminister. In dieser Funktion stand er aufgrund eines Reconciliation-Gesetzes Tunesiens in Kritik, was er verteidigte, was laut Angabe der Kritiker die im Arabischen Frühling gewonnenen Freiheiten gefährden würde.
Er ist verheiratet und hat zwei Kinder. Er ist Mitglied der Nidaa Tounes Partei.

## Auszeichnungen
- Ritter des Ordre de la République[1]